# Elecciones generales de Pakistán de 1977
Las elecciones generales de Pakistán de 1977 se realizaron el 7 de marzo para renovar las dos cámaras del Parlamento. Fueron los segundos comicios desde la independencia de Pakistán, y los primeros desde la separación de Bangladés del país.
El Partido del Pueblo Pakistaní obtuvo una aplastante victoria con 155 de los 200 escaños electos, derrotando fácilmente a la coalición formada por la Liga Musulmana de Pakistán (N) (PML-N) y la Alianza Nacional de Pakistán (PNA), que obtuvo solo 37. Sin embargo, el PNA acusó al PPP de cometer fraude electoral. El PPP rechazó dichas denuncias y el Primer ministro Zulfikar Ali Bhutto se opuso a realizar nuevas elecciones. Esto provocó manifestaciones masivas exigiendo la dimisión de Bhutto. Bhutto y las fuerzas de seguridad no pudieron controlar la situación, por lo que el jefe de gobierno se vio forzado a declarar la Ley Marcial. Esta medida dio amplios poderes a las Fuerzas Armadas y destacó la debilidad del gobierno constitucional, provocando que el 4 de julio de ese mismo año un golpe de Estado dirigido por Muhammad Zia-ul-Haq disolviera el parlamento y derrocara al gobierno de Bhutto.

## Adelantamiento
Las elecciones estaban programadas para julio o agosto de 1977, pero el 7 de enero, el gobierno de Bhutto anunció por televisión nacional que los comicios serían adelantados a marzo. El PPP inició su campaña electoral tan pronto como anunció el adelantamiento de las elecciones. El 10 de enero, el Comisionado de Elecciones de Pakistán, Sajjad Ahmad Jan, anunció el calendario electoral y declaró los días 19 y 22 de enero como fecha límite para inscribir las candidaturas para el Parlamento y las Asambleas Provinciales, respectivamente.

## Campaña
Bhutto realizó una campaña agresiva, entregando a los trabajadores directamente boletas del PPP. A diferencia de las elecciones de 1970, cuando el PPP basó su campaña mayoritariamente en ideales socialistas, en esta ocasión Bhutto mantuvo contacto con importantes sectores conservadores de la política nacional, e hizo tratos electorales con señores feudales y otras personas influyentes.  Bhutto mismo mantuvo reuniones públicas en todo el país, y para obtener más apoyo del hombre común, anunció un segundo conjunto de reformas agrarias, concoidos como la Reforma Laboral, entre el 4 y el 5 de enero. La asistencia a las reuniones públicas fue asombrosa en todas partes del país, especialmente en Sindh Interior y Punjab. Los motivos de Bhutto para celebrar elecciones adelantadas fue que no dar tiempo suficiente a la oposición para formar coaliciones y realizar una campaña más amplia.
La Alianza Nacional de Pakistán se convirtió en un verdadero problema para el gobierno del PPP, ya que astutamente no basó su campaña en sus planes para el país, sino que directamente atacó al gobierno de Bhutto, exponiendo casos de corrupción (aunque no hubo evidencias que vincularan al propio Bhutto), mala administración financiera, desastrosas nacionalizaciones que arruinaron la política económica, y la fuerte inflación resultante.

## Resultados
| Partidos                       | Votos      | %    | Escaños | +/–   |
| ------------------------------ | ---------- | ---- | ------- | ----- |
| Partido del Pueblo Pakistaní   | 10,148,040 | 60.1 | 155     | +74   |
| Alianza Nacional de Pakistán   | 6,032,062  | 35.7 | 36      | Nuevo |
| Liga Musulmana de Pakistán (N) | 6,032,062  | 35.7 | 1       | −8    |
| Otros partidos                 | 709,081    | 4.1  | 0       | –     |
| Independientes                 | 709,081    | 4.1  | 8       | −8    |
| Mujeres y etnias minoritarias  | –          | –    | 16      | –     |
| Total                          | 16,889,183 | 100  | 216     | -84   |